# Ultimate Madness
Albums de Madness
Total Madness
(2009) Forever Young: The Ska Collection
(2012)
Ultimate Madness est une compilation de Madness, sortie le 7 juin 2010.
L'album s'est classé 27e au UK Albums Chart.

## Liste des titres
| No  | Titre                          | Durée |
| --- | ------------------------------ | ----- |
| 1.  | The Prince                     | 2:29  |
| 2.  | One Step Beyond                | 2:20  |
| 3.  | My Girl                        | 2:44  |
| 4.  | Night Boat to Cairo            | 3:30  |
| 5.  | Baggy Trousers                 | 2:46  |
| 6.  | Embarrassment                  | 3:10  |
| 7.  | The Return of the Los Palmas 7 | 2:33  |
| 8.  | Grey Day                       | 3:39  |
| 9.  | Shut Up                        | 2:51  |
| 10. | It Must Be Love                | 3:17  |
| 11. | Cardiac Arrest                 | 2:56  |
| 12. | House of Fun                   | 2:48  |
| 13. | Driving in My Car              | 3:17  |
| 14. | Our House                      | 3:22  |
| 15. | Tomorrow's Just Another Day    | 3:10  |
| 16. | Wings of a Dove                | 3:01  |
| 17. | The Sun and the Rain           | 3:30  |
| 18. | Michael Caine8                 | 3:38  |
| 19. | NW5                            | 3:49  |
| 20. | Dust Devil                     | 3:22  |
| 21. | Forever Young                  | 3:13  |